# Lithobius tuberculatus
Lithobius tuberculatus är en mångfotingart som först beskrevs av Murakami 1965.  Lithobius tuberculatus ingår i släktet Lithobius och familjen stenkrypare. Inga underarter finns listade i Catalogue of Life.